# Дмитрук Віра Максимівна
Віра Максимівна Дмитрук (17 вересня 1925, село Кривошиїнці, тепер Сквирського району Київської області) — український радянський державний і громадський діяч. Депутат Верховної Ради Української РСР 8-го скликання. Кандидат у члени ЦК КПУ в березні 1971 — лютому 1976 рр.

## Біографія
Народилася у селянській родині. Трудову діяльність розпочала у 1943 році рахівником колгоспу «Червоний шлях» Київської області. Одночасно навчалася у Білоцерківському педагогічному технікумі.
У 1944—1949 роках — старша піонервожата, вчителька шкіл Київської області. У 1949—1950 роках — завідувачка початкової школи міста Василькова Київської області.
Член ВКП(б) з 1949 року.
З 1950 року — 1-й секретар Васильківського районного комітету ЛКСМУ Київської області.
У 1955 році закінчила Дніпропетровську партійну школу.
У 1955—1956 роках — інструктор Київського обласного комітету КПУ.
У 1956—1961 роках — завідувач організаційного відділу, 2-й секретар Васильківського районного комітету КПУ Київської області.
Закінчила заочно Вищу партійну школу при ЦК КПРС та Київський державний університет імені Шевченка.
15 вересня 1961 — січень 1963 року — секретар Київського обласного комітету Компартії України. У січні 1963 — грудні 1964 року — секретар Київського сільського обласного комітету КПУ — завідувач ідеологічного відділу сільського обласного комітету КПУ. У грудні 1964 — червні 1968 року — секретар Київського обласного комітету КПУ.
У 1968—1972 роках — голова Президії Українського товариства дружби та культурного зв'язку з зарубіжними країнами.
17-20 березня 1971 р. учасниця XXIV з'їзд КПУ в Києві, обрана кандидатом у члени ЦК Компартії України
Депутат Верховної Ради Української РСР 8-го скликання, від Березнівського виборчого округу Ровенської області. Член Комісії в закордонних справах Верховної Ради Української РСР.

## Автор праць
- Дмитрук, Вера Максимовна. Центры массово-политической пропаганды. — Москва: Политиздат, 1968. — 64 с. 18cм. — (Массово-политическая работа).[5]

## Нагороди
- орден Трудового Червоного Прапора
- орден «Знак Пошани» (7.03.1960)
- медалі